# Adem Čejvan
Adem Čejvan (Banja Luka, 2. ožujka 1927. – Ljubljana, 5. studenog 1989.) je bosanskohercegovački filmski i kazališni glumac. Ostvario je velik broj kazališnih i filmskih uloga: Lisice, Krste Papića (1969.), Seljačka buna (1973.), Vatroslava Mimice (1975.), Ovčar, Bakira Tanovića (1971). i Polenov prah, Nikole Stojanovića (1974). Kao kazališni glumac radio je u Banjoj Luci, Beogradu, Zagrebu i Sarajevu. U TV-dramama se pojavljuje od 1956. godine ostvarujući sjajne uloge markantnih likova u ostvarenjima "Nepokoreni grad", "Odbornici", "Frontaš", "Pucanj u šljiviku", "Putevi i stranputice".
Adem Čejvan je bio osnivač susreta za glumce koji su se održavali u Banjoj Luci, a trajali su od 1981. do 1987. godine pod nazivom "Susreti za glumce u maju".
Umro je 5. studenog 1989. godine, u Ljubljani.

## Filmografija

### Filmovi i drame
- Veliki talenat (1984.)
- Idi mi, dođi mi (1983.)
- Pismo - Glava (1983.)
- Hoću živjeti (1982.)
- Široko je lišće (1981.)
- Osvajanje slobode (1979.)
- Skica za sliku vremena (1979.)
- Ljubav i bijes (1978.)
- Pucanj u šljiviku preko rijeke (1978.)
- 67. sastanak Skupštine Kneževine Srbije (1977.)
- Frontaš (1976.)
- Spiritisti (1976.)
- Sve što je bilo lijepo (1976.)
- Seljačka buna (1975.)
- Poznajete li Pavla Plesa? (1975.)
- Velebitske saonice ili tri švalera i jedna djevojka (1975.)
- Pijetao nije zapjevao (1974.)
- Polenov prah (1974.)
- Lica (1972.)
- Lov na jelene (1972.)
- Slike iz života udarnika (1972.)
- Zvijezde su oči ratnika (1972.)
- Dan duži od godine (1971.)
- Ovčar (1971.)
- Družba Pere Kvržice kao Perov otac Ivan (1970.)
- Omer i Merima (1970.)
- Sedam pisara (1970.)
- Lisice kao Andrija (1969.)
- To (1969.)
- Vražiji otok (1960.)

### TV serije
- "Bolji život" (1987.)
- "Vuk Karadžić" (1987)
- "Nepokoreni grad" (1981.)
- "Osma ofanziva" (1979.)
- "Povratak otpisanih" (1976.)
- "Đavolje merdevine" (1975)
- "Kuda idu divlje svinje" kao Čaplja (1971.)[2]

## Vanjske poveznice
- Adem Čejvan u internetskoj bazi filmova IMDb-u (engl.)
- http://www.bnp.ba Obrazloženje dodjele Specijalne nagrade „Adem Čejvan“[neaktivna poveznica]